# Koprivnica, Krško
Koprivnica je naselje v Občini Krško.